# Tomoderus glabricephalus
Tomoderus glabricephalus is een keversoort uit de familie snoerhalskevers (Anthicidae). De wetenschappelijke naam van de soort is voor het eerst geldig gepubliceerd in 1999 door Uhmann.